# Diagrid

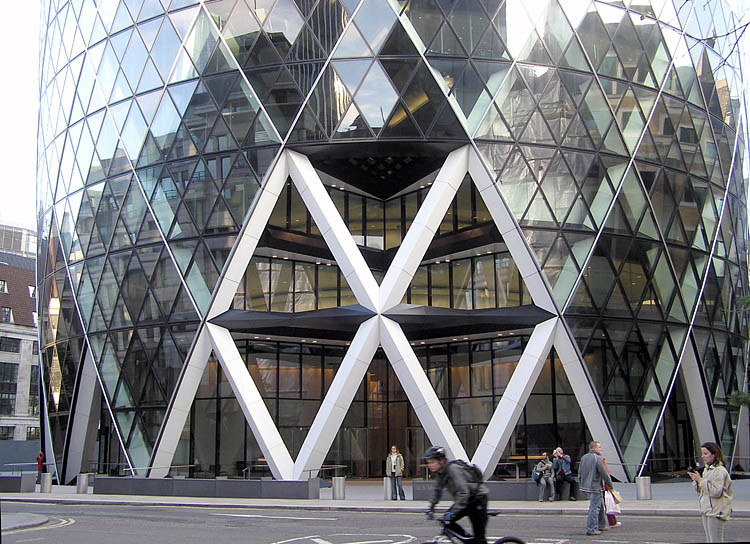
Base del edificio Swiss Re en la 30 St Mary Axe.

Diagrid (acrónimo del inglés diagonal grid —rejilla en diagonal—) es el nombre (registrado) que se da un diseño estructural de ingeniería y arquitectura para construir grandes edificios con armazones de acero (u otro material con cualidades semejantes) basado en vigas y soportes ensamblados en forma triangular (o "diagonal") . Esta forma estructural requiere de menos material de soporte (por ejemplo menos acero) por lo cual se ahorran costos monetarios, energéticos y de tiempo e incluso se posibilitan mayores espacios cubiertos que en las edificaciones convencionales del siglo XX o épocas anteriores ya que el sistema es un exoesqueleto. Por ejemplo en la construcción de la Hearst Tower de Nueva York ha permitido según los informes un ahorro del 21% en acero.

El Diagrid también ha obviado el uso de grandes columnas (principalmente las esquineras) y provee de una mejor distribución de la carga de fuerzas, particularmente útil en el caso de una construcción que deba soportar importantes solicitaciones. Entre los edificios que han sido ya construidos con este método, además del Hearst se encuentra el diseñado por Norman Foster, en la avenida 30 St Mary Axe de Londres, y que es conocido como "the Gherkin" (el Pepinillo), por su aspecto.

## Edificios con Diagrid
- Hearst Tower (New York City), Nueva York, Estados Unidos,
- 30 St Mary Axe - Swiss Re building ("the Gherkin"), Londres, Inglaterra,
- El primer diseño para el One World Trade Center en el lugar del antiguo World Trade Center de Nueva York, Estados Unidos, incluía un perímetro de Diagrid.
- CCTV Headquarters en Pekín, China.
- Ex Banco de Londres. Ciudad de Rosario, Provincia de Santa Fe, Argentina.[1]
- Capital Gate en Abu Dhabi, Emiratos Árabes Unidos.
- Aldar Headquarters en Abu Dhabi, Emiratos Árabes Unidos.